# Von der Schulenburg

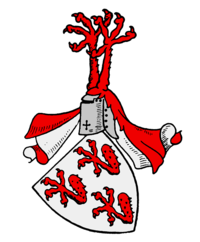

Het geslacht von der Schulenburg is een adellijk geslacht van Brandenburg-Pruisische oorsprong. Dit oud adellijke geslacht vond officieel zijn oorsprong in 1237. De eerste afstammeling van dit geslacht was de ridder Wernerus de Sculenburch.
Een aantal telgen van deze familie ervoeren zowel nationale als internationale faam, in bijzonder Johann Matthias von der Schulenburg en zijn zus Melusine von der Schulenburg.
Ook de twee verzetslieden, Friedrich Werner von der Schulenburg en Fritz-Dietlof von der Schulenburg, behoren tot de bekendste afstammelingen van dit geslacht.
Afstammelingen van het geslacht von der Schulenburg:
- Johann Matthias von der Schulenburg (1661–1747), Rijksgraaf en kunstverzamelaar. Hij behoorde tot de 'XIVe generatie' van de Weiße Linie van het geslacht von der Schulenburg.

- Melusine von der Schulenburg (1667–1743), hertogin van Kendal (Engeland) en Munster (Ierland) en "Reichsfürstin von Eberstein". Ze was maitresse van koning George I van Groot-Brittannië. Ze behoorde tot de 'XIVe generatie' van de Weiße Linie van het geslacht von der Schulenburg.

- Melusina von der Schulenburg (1693–1778), gravin van Walsingham, dochter van Melusine von der Schulenburg en George I van Groot-Brittannië

- Friedrich Werner von der Schulenburg (1875-1944), ambassadeur en lid van het Duitse verzet.

- Fritz-Dietlof von der Schulenburg (1902-1944), lid van het Duitse verzet. Hij behoorde tot de 'XXIe generatie' van de Weiße Linie van het geslacht von der Schulenburg.

- Tisa von der Schulenburg (1903-2001), was een beeldhouwster en kunstenares. Verder stond ze bekend als "zuster Paula" en tevens was ze ook de zus van Fritz-Dietlof von der Schulenburg.